# Atari Jaguar
Az Atari Jaguar egy otthoni videójáték-konzol, amit az Atari Corporation adott ki 1993-ban. Ez volt a hatodik videójáték-konzol, amit az Atari fejlesztett. A cég úgy reklámozta, mint az első 64 bites konzolt, melynek vetélytársai a 16 bites Sega Mega Drive és Nintendo SNES voltak, valamint a 32 bites 3DO konzol.
Fejlesztése a Flare Technology által kezdődött még 1990-ben. A nagyközönség először 1993 novemberében találkozhatott vele Amerikában. A többchipes kivitelezés, a hardveres bugok és a fejlesztői környezet hiányosságai miatt a játékfejlesztők dolga elég nehéz volt. A gyenge eladások szintén nem tették vonzóvá a konzolt, így végül mindössze 50 játék és 13 Jaguar CD-játék jelent meg rá hivatalosan. Az Atari megpróbálta a Jaguar CD kiadásával úgy reklámozni a konzolt, mint a következő generációs olcsó játékgépet, csakhogy az ára bő 100 dollárral így is több volt, mint vetélytársaié. 1995-ben, amikor megjelent a Sega Saturn és a Sony PlayStation, a Jaguar sorsa végképp megpecsételődött, és már csak 250 ezer darabot tudtak belőle eladni, mielőtt 1996-ban befejezték gyártását – ezzel az Atari is kiszállt a konzolpiacról.
Amikor az 1990-es évek végén a Hasbro felvásárolta az Atarit, a konzolt közkinccsé nyilvánították, és nyílt platformmá. Azóta kisebb rajongói közösség épült köré, melyek játékokat is készítettek rá.

## Története
A gépet a Flare Technologies kezdte el fejleszteni, azzal a céllal, hogy az legyen jobb és olcsóbb is, mint a Sega Mega Drive vagy a SNES. Az Atari, amely látta, hogy milyen jó munkát végeztek a Konix Multisystem esetében, átcsábította őket a saját holdudvarába, és Flare II néven új divíziót is alapított. A tervek szerint mindjárt kétféle konzolt is gyártottak volna: a "Panther" lett volna a 32 bites, a "Jaguar" pedig a 64 bites variáns. Mivel az utóbbi esetében gyorsabban haladt a munka, a Panther fejlesztését hamarosan leállították, hogy a fejlettebb variánssal foglalkozhassanak. A gépet az 1993-as CES-en leplezték le Chicagóban.
250 dolláros árral került piacra, a gépeket az IBM készítette egy ötszázmillió dolláros keretszerződés alapján. Eleinte New Yorkban és San Franciscóban tesztelték, ahol a bemutatók során a "Do the Math" szlogennel reklámozták, és ezzel a készülék 64 bites, tehát a vetélytársak 16 és 32 bites rendszereihez képest fejlettebb számítási képességeire hivatkoztak.
A konzol nagyon nehezen fogyott. 1994 végéig mindössze 100 ezer darabot adtak el, ezért árat kellett csökkenteni. Nem segített a helyzeten, hogy ekkor jelent meg a Sega Saturn és a PlayStation is, amellett az Atari pénzügyi nehézségei okán nem tudta reklámozni a konzolt. A Next Generation című lapban megjelent 1995-ös interjúban Sam Tramiel, a cég akkori vezetője azt állította, hogy a Jaguar erősebb, mint a Sega Saturn, és csak egy kicsit gyengébb, mint a PlayStation. A lap rengeteg levelet kapott az interjú után, ugyanis abban a vezérigazgató perrel fenyegette meg a Sonyt, amiért dömpingáron, 300 dollár alatt kezdte el a PlayStation forgalmazását, és ezzel hátráltatja őket is a játékaik terjesztésében – a felbőszült Jaguar-tulajdonosok éppen a kevés játék miatt váltottak volna másik konzolra.
A Jaguar hardveres téren hibákkal küzdött. A processzor memóriakezelő részegységében volt egy olyan korlátozás, ami megakadályozta a rendszer RAM-ján kívüli memória olvasását. Ezt megfelelő kódolással ki lehetett küszöbölni, csakhogy az Atari részéről hiányzott a megfelelő dokumentáció, így hát a fejlesztőknek maguknak kellett rájönniük erre. Gondok voltak az az univerzális aszinkron adó-vevővel is. A grafikus és a DSP chip is képes volt a rendszer vezérlésére, így a Motorola 68000 processzornak elegendő lehetett csak a kontrollertől érkező jeleket feldolgozni – nem is javasolták a fejlesztőknek, hogy a processzorra támaszkodjanak. A gyakorlatban viszont szinte minden fejlesztő ezt csinálta, hiszen a processzort már ismerték és bőven elég volt a legtöbb játékhoz, a többi chip hiányosságoktól szenvedett és a dokumentáció is hiányos volt.
Az Atari megpróbálta úgy reklámozni a gépet, hogy ez az egyetlen 64 bites architektúrájú gép. Ezt sokan megkérdőjelezték, mert a Motorola 68000 processzor és a GPU is 32 bites utasításkészlettel dolgozott, 64 bites jeleket csak a grafikus koprocesszrok felé küldött. Az Atari szerint a 32 bites "Tom" és "Jerry" chipek együtt dolgoztak, ami 64 bites rendszerrel ekvivalens, de ez az állítás erősen megkérdőjelezhető volt. Az viszont már valós volt, hogy a DRAM és a chipek közötti kommunikáció valóban 64 bites volt.
A gép forgalmazását végül a csapnivaló eladások miatt 1996 első felében leállították.

## Technikai specifikációk

### Processzorok
- "Tom" chip (26,59 MHz) – 32 bites RISC architektúrájú grafikus chip, 4 KB RAM, szoftveres grafikus effektek, 64 bites blitter, 8-16-32-64 bites DRAM kontroller
- "Jerry" chip (26,59 MHz) – digitális jelprocesszor, 32 bites RISC architektúra, 8 KB RAM, 16 bites sztereó hangegység, hanghullám-szintetizátor, órajelkontroller, joystick-vezérlés
- Motorola 68000 processzor (13,295 MHz) – segédprocesszor, 16/32 bites

### Részegységek
- 2 MB RAM, 64 bites buszon 4 db 16 bites gyorslapozást lehetővé tevő 80 nanoszekundumos DRAM
- kazettás ROM tárolóegységek kezelése (maximum 6 MB)
- DSP port
- kompozit/S-Video/RGB kimenet
- antenna port
- ComLynx I/O támogatás
- az NTSC szabványú készülékek LED-je piros, a PAL szabványosoké zöld

### COJAG gépek
Az Atari licenszelte a Jaguar chipsetet játéktermi gépekhez is, ez lett a COJAG egység ("Coin-Up Jaguar"). Ezekben a 68000-es processzort 68020-asra vagy MIPS R3000-esre cserélték, több RAM-ot kaptak a gépek, és teljes 64 bites ROM buszt. Opcionálisan merevlemezt is csatlakoztatni lehetett.

### Atari Jaguar Duo
Ez a variáns az Atari Jaguar és a Jaguar CD összeépített párosítása lett volna, de végül sosem adták ki.

## Kiegészítők

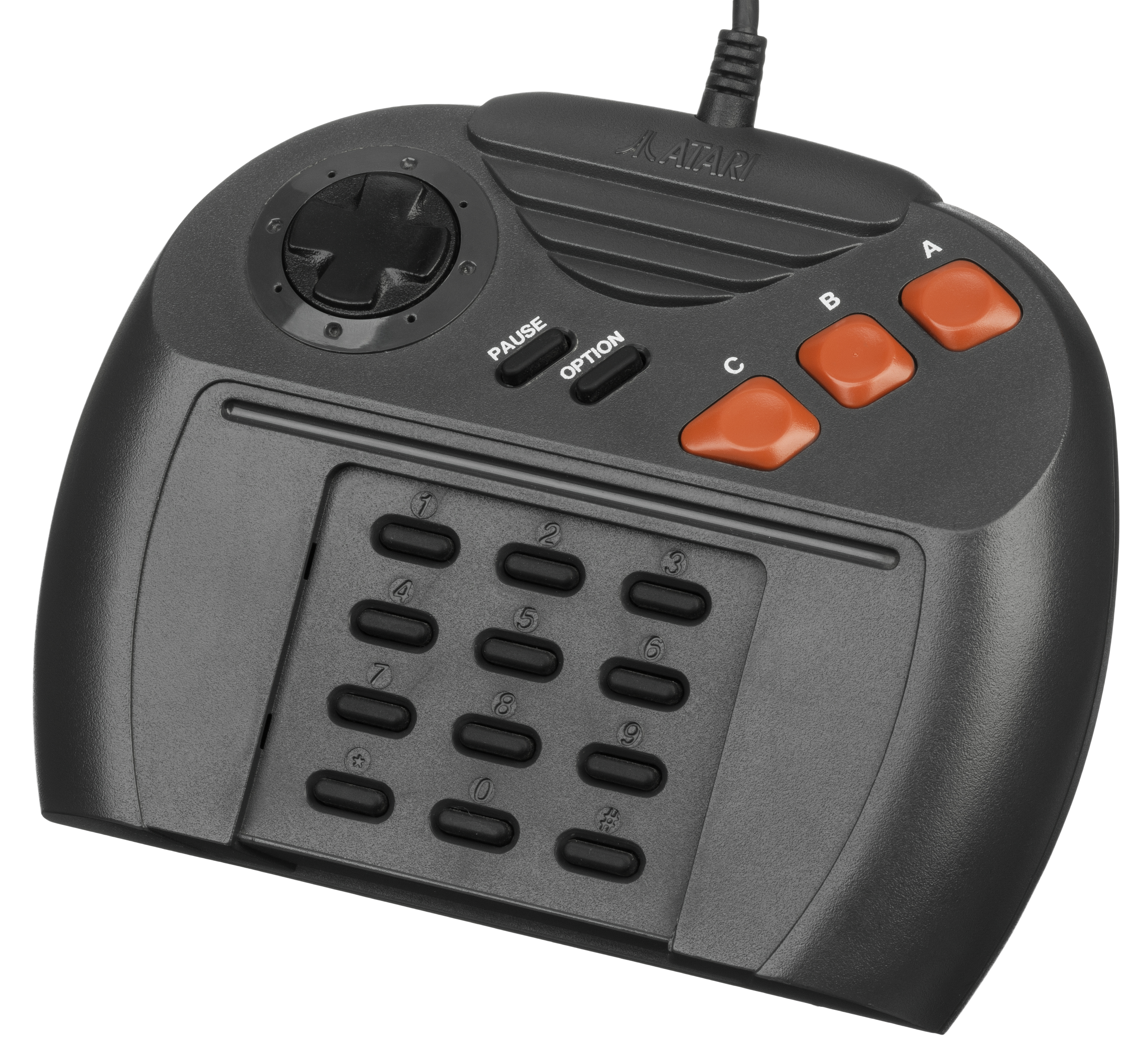
Az eredeti kontroller

Az Atari már a kiadás előtt megszellőztette, hogy különféle kiegészítők várhatók a konzolhoz. Többek között CD-ROM meghajtó, betárcsázós internetezésre alkalmas modem a többjátékos üzemmódhoz, virtuális valóság headset, és MPEG-2 videokártya. A rossz eladások miatt végül ezektől elálltak. Mindössze egy újratervezett kontroller, egy egyszerre 4 játékost engedélyező adapter, egy CD-kiegészítő és egy helyi hálózati játékra alkalmas összekötő kábel jelentek meg.
Az áttervezett kontroller a ProController nevet kapta, két új oldalsó és két új előlapi gombbal. Ez azért jelent meg, mert sokan kritizálták a gyártót, hogy verekedős játékoknál túl kevés a gombok száma. A géphez nem ez járt, hanem a régi fajta, ezt külön lehetett megvenni. A 4 játékost engedélyező adapter ötlete jó volt, de mindössze 2 játékkal, a "White Men Can't Jump" és az "NBA Jam Tournament Edition" kosárlabdás játékokkal működött együtt. Elméletileg lehetséges volt két adapter felhasználásával akár nyolcan is egymás ellen játszani, de ezt a két játék közül egyik sem támogatta. A helyi hálózati összeköttetést két Jaguar gép között egy bővítőegység és egy UTP kábel biztosította, és ez pedig csak 3 játékkal volt kompatibilis (AirCars, BattleSphere, Doom).
A tervezett betárcsázós hálózati eszköz végül nem jelent meg, de körülbelül 100 darabot mégis legyártottak belőle. A gyakorlatban ez egy telefonnal egybeépített készülék lett volna, mely hangpostát is tudott és 18 telefonszámot is el tudott tárolni. Ha két játékos egymás ellen akart játszani, előbb fel kellett volna egymást hívniuk az eszközzel. Egyedül az Ultra Vortek című játék támogatta ezt.

### Jaguar CD
A Jaguar CD egy kiegészítő, amely lehetővé tette, hogy CD-ROM-on is megjelenhessenek a gépre játékok. 1995 szeptemberében jelent meg, tehát kissé megkésetten, és 12 játék jelent meg hozzá hivatalosan, plusz számtalan másik amatőr fejlesztőnek köszönhetően. Virtual Light Machine néven egy speciális szolgáltatás is került bele, mely a zenének megfelelő fényjátékot hozott létre. További kiegészítőként egy olyan egység is kapható volt, melyekkel a felhasználók beállításokat és játékmentéseket tárolhattak el. Ez egy 128 KB-os EEPROM kazetta volt, amit az egység tetejébe kellett dugni, amikor a Jaguar CD is üzemelt.
Az eszközökkel kompatibilis Jaguar VR-t is bemutatták 1995-ben, némiképp a Nintendo Virtual Boy eszközéhez hasonlóan. A fejlesztést aztán leállították, az 1995 karácsonyára szóló megjelenést törölték, a prototípusokat bezúzták. Mindössze kettőt sikerült megmenteni: egy alacsony felbontású, vörös-kék színekkel működőt, és egy magasabb felbontású, kék-szürke színekkel működőt. Csak a Missile Command 3D, és kis módosítások árán a Zone Hunter tudott vele együttműködni.

### Nemhivatalos kiegészítők
Catbox néven még 1994-ben fejlesztett (de csak 1995-ben adott ki) az ICD egy eszközt, mellyel többfajta és egyidejűleg párhuzamosan működtetett eszközön lehetett megjeleníteni a konzol képét, továbbá alkalmas volt arra is, hogy különféle portokon keresztül több gépet összekössön. Rozsdamentes acél háza és a logón a jaguár szeme helyén villogó piros LED esztétikussá tette.
1998-ban készült egy prototípus az MSN TV-vel való kompatibilitás céljából.

## Fogadtatás
Nem sokkal a megjelenést követően a GamePro magazin vegyes szájízű kritikát fogalmazott meg. A hardvert dicsérték, de a kontrollert kritizálták és kételkedtek a szoftverkínálat leendő sokszínűségében is, tekintettel arra, hogy házon kívüli játékfejlesztőkkel nemigen állapodtak meg.
A kevés és rossz minőségű játék valóban a Jaguar bukásának egyik fő faktora volt. A beépített Cybermorph játék, ami korát megelőző poligonalapú megjelenéssel bírt, kritika tárgya lett a tervezési hibák és a szerény színvilág miatt, mellyel elmaradt az SNES Star Fox-a mögött. Több játékot azért kritizáltak, mert meg sem próbálta kiaknázni a hardver képességeit. Más játékok, mint a Tempest 2000, a Wolfenstein 3D, vagy a Doom, meglehetősen jók lettek, a legnépszerűbb cím pedig az Alien vs. Predator lett. Önmagukban ezek a játékok mégis kevesek voltak, szemben a riválisokhoz folyamatosan érkező sikercímekkel.
Már 2006-ban az IGN kritikusa úgy jellemezte a kontrollert, mint minden idők legrosszabbját. A kevés számú akciógomb és a rossz kialakítású, a kontroller alján található, tehát nehezen kezelhető (és egyébként legtöbbször szükségtelen) számbillentyűk képezték a kritika tárgyát, amin a ProController további gombok bevezetésével segített.

## Játékok
Az Atari Jaguar-ra 50 hivatalos videójáték jelent meg, és még 15 a konzolhoz kiadott kiegészítőre, az Atari Jaguar CD-re.

## Fordítás
- Ez a szócikk részben vagy egészben  az   Atari Jaguar című angol Wikipédia-szócikk ezen változatának fordításán alapul.  Az eredeti cikk szerkesztőit annak laptörténete sorolja fel. Ez a jelzés csupán a megfogalmazás eredetét és a szerzői jogokat jelzi, nem szolgál a cikkben szereplő információk forrásmegjelöléseként.